# Tandilia pyronota
Tandilia pyronota là một loài bướm đêm trong họ Noctuidae.